# Heterocnephes apicipicta
Heterocnephes apicipicta är en fjärilsart som beskrevs av Inoue 1963. Heterocnephes apicipicta ingår i släktet Heterocnephes och familjen Crambidae. Inga underarter finns listade i Catalogue of Life.